# Ophiomastus platydiscus
Ophiomastus platydiscus är en ormstjärneart som beskrevs av Hubert Lyman Clark 1939. Ophiomastus platydiscus ingår i släktet Ophiomastus och familjen fransormstjärnor. Inga underarter finns listade i Catalogue of Life.